# Резолюция 111 на Съвета за сигурност на ООН
Резолюция 111 на Съвета за сигурност на ООН е приета единодушно на 19 януари 1956 г. по повод конфликта в Палестина.
Резолюцията взема предвид изявленията на представителите на Израел и Сирия и последните доклади на началник-щаба на Организацията на ООН за примирието в Палестина, отнасящи се до оплакването на Сирия от атаката, извършена на 11 декември 1955 г. от редовни израелски войски срещу редовни части на сирийската армия, намиращи се на сирийска територия. Съветът отбелязва, че според мнението на началник-щаба действията на Израел са преднамерено нарушение на условията на Общото споразумение за примирие между Израел и Сирия, включително и на тези, отнасящи се до демилитаризираната зона, прекосена от израелските войски, навлезли на сирийска територия. Съветът отбелязва, че според докладите на началник-щаба сирийските власти възпрепятстват дейностите на Израел на Галилейското езеро в нарушение на Общото споразумение за примирие между двете страни.
Резолюция 111 постановява, че действията на сирийските власти не оправдават по никакъв начин действията на Израел, и напомня на израелското правителство, че Съветът вече е осъждал военни действия, нарушаващи Общото споразумение за примирие, независимо дали тези военни действия са предприети като контрамерки или не, и се е обръщал към израелската страна с призив да предприеме ефективни мерки, за да предотврати подобни действия. Във връзка с това Съветът за сигурност осъжда нападението, извършено от Израел на 11 декември 1956 г., като явно нарушение на постановленията за прекратяване на огъня, съдържащи се в Резолюция 54 на Съвета за сигурност, на Общото споразумение за примирие между Израел и Сирия и на задълженията на Израел съгласно Хартата на ООН. Съветът изказва дълбока тревога от факта, че правителството на Израел не изпълнява своите задължения, и призовава израелската страна в бъдеще да изпълнява своите задължения или в противен случай Съветът ще бъде принуден да обсъди какви допълнителни мерки съгласно Хартата на ООН ще бъдат необходими за възстановяване и поддържане на мира.
Резолюцията призовава страните да спазват задължението си по чл. V от Общото споразумение за примирие по отношение на зачитането на демаркационната линия и демилитаризираната зона. На началник-щаба на Организацията на ООН за примирието в Близкия изток се предлага да продължи да представя своите съображения за подобряване на положението в района на Галилейското езеро и да докладва на Съвета за постигнатите в това отношение успехи. Освен това резолюцията призовава страните да се договорят с начални-щаба за незабавна размяна на всички военнопленници.
В края на резолюцията Съветът за сигурност призовава страните да си сътрудничат с началник-щаба в това и във всички други отношения, да изпълняват най-добросъвестно задълженията си според Общото споразумение за примирие, и в частност, широко да се възползват от услугите на апарата на Смесената комисия по примирието при тълкуването и прилагането на неговите постановления.